# Parasynatops berezovskyi
Parasynatops berezovskyi es una especie de coleóptero de la familia Attelabidae.

## Distribución geográfica
Habita en China.